# Старший науковий співробітник
Вчене звання старшого наукового співробітника з утворенням ВАК України 1992 року було успадковано з часів колишнього СРСР, в якому воно було введено 1934 року.

## Загальна характеристика
Вчене звання старшого наукового співробітника в Україні присвоювалося докторам і кандидатам наук із стажем наукової роботи не менше трьох років, які працювали у вищих навчальних закладах III—IV рівня акредитації або наукових установах та організаціях до них прирівняних і зараховані після обрання за конкурсом чи в порядку атестації, зокрема за сумісництвом, на посади старшого наукового співробітника, провідного наукового співробітника, головного наукового співробітника, доцента, професора, заступника завідувача (начальника) та завідувача (начальника) науково-дослідного відділу (відділення, сектору, лабораторії), завідувача кафедри або призначені на посади ректора, проректора з навчальної та наукової роботи, директора, заступника директора з наукової роботи, вченого секретаря, за умови успішної роботи на зазначених посадах не менше календарного року та опублікування за останні три роки в наукових фахових виданнях України або інших держав не менше п'яти наукових праць за відповідною спеціальністю, з них дві — без співавторів.
Вчене звання може бути присвоєно за спеціальністю, яка належить до іншої галузі науки, ніж галузь, у якій здобувачеві присуджено науковий ступінь доктора (кандидата) наук, за умови, що опубліковані наукові праці містять отримані здобувачем нові науково обґрунтовані результати, які в сукупності розв'язують конкретне наукове завдання, що має істотне значення для відповідної галузі науки. Вчене звання старшого наукового співробітника присвоює Міністерство освіти і науки України на підставі рішення вченої (науково-технічної) ради вищого навчального закладу або наукової установи, яке приймається таємним голосуванням.
Засідання вченої (науково-технічної) ради є правомочним, якщо в його роботі взяли участь не менше двох третин її складу.
Рішення ради вважається прийнятим, якщо за нього проголосувало не менш як три чверті членів ради, які брали участь у засіданні.

## Вчене звання старшого дослідника
Закон України «Про вищу освіту» у 2014 р. встановив вчене звання старшого дослідника, яке присвоюється особам, які професійно здійснюють наукову або науково-технічну діяльність.
Вчене звання старшого дослідника присвоюється працівникам вищих навчальних закладів та наукових установ, які мають науковий ступінь; стаж роботи на посадах науково-педагогічних та/або наукових працівників; наукові праці у виданнях, що включені до міжнародних наукометричних баз, рекомендованих МОН; сертифікат відповідно до Загальноєвропейської рекомендації з мовної освіти (на рівні не нижче В2) або кваліфікаційні документи, пов'язані з використанням іноземної мови, та документи, які підтверджують міжнародний досвід кандидата на отримання звання.